# GAFAM

Sygnety największych firm technologicznych, kolejno od lewej: Google, Amazon, Apple, Meta (dawniej Facebook) oraz Microsoft

GAFAM (także jako Big Tech, Wielka Piątka czy GAMAM po zmianie nazwy firmy Facebook na Meta Platforms) – skrót stosowany do określenia pięciu największych amerykańskich firm technologicznych, kolejno Google'a, Amazona, Facebooka, Apple'a i Microsoftu. Spotykany jest też termin „Bandy Czworga” określający wyłącznie cztery pierwsze wyżej wymienione firmy, zaproponowany przez Erica Schmidta.
Koncept nazewnictwa wywodzi się z nadawania przymiotnika „big” do nazwy konkretnej dziedziny gospodarki – np. „Big Tobacco”, „Big Oil”, czy „Big Pharma”, i podobnie jak w przypadku określenia „Big Tech”, nawiązywały one do największych firm, które dominowały w swojej głównej dziedzinie. Po raz pierwszy tego określenia użyto w 2013 roku. W szczególności „Big Tech” jako określenie największych firm technologicznych zyskało na popularności po śledztwach związanych z zewnętrznymi wpływami na wybory prezydenckie w Stanach Zjednoczonych w 2016 roku, z których jednym z najgłośniejszych było to po aferze Cambridge Analytica.
Według Scotta Gallowaya największe firmy technologiczne unikają płacenia podatków, nagminnie łamią prywatność ludzi i niszczą miejsca pracy. Nikos Smyrnaios nazwał je „globalną oligopolią”.

## Największe firmy technologiczne

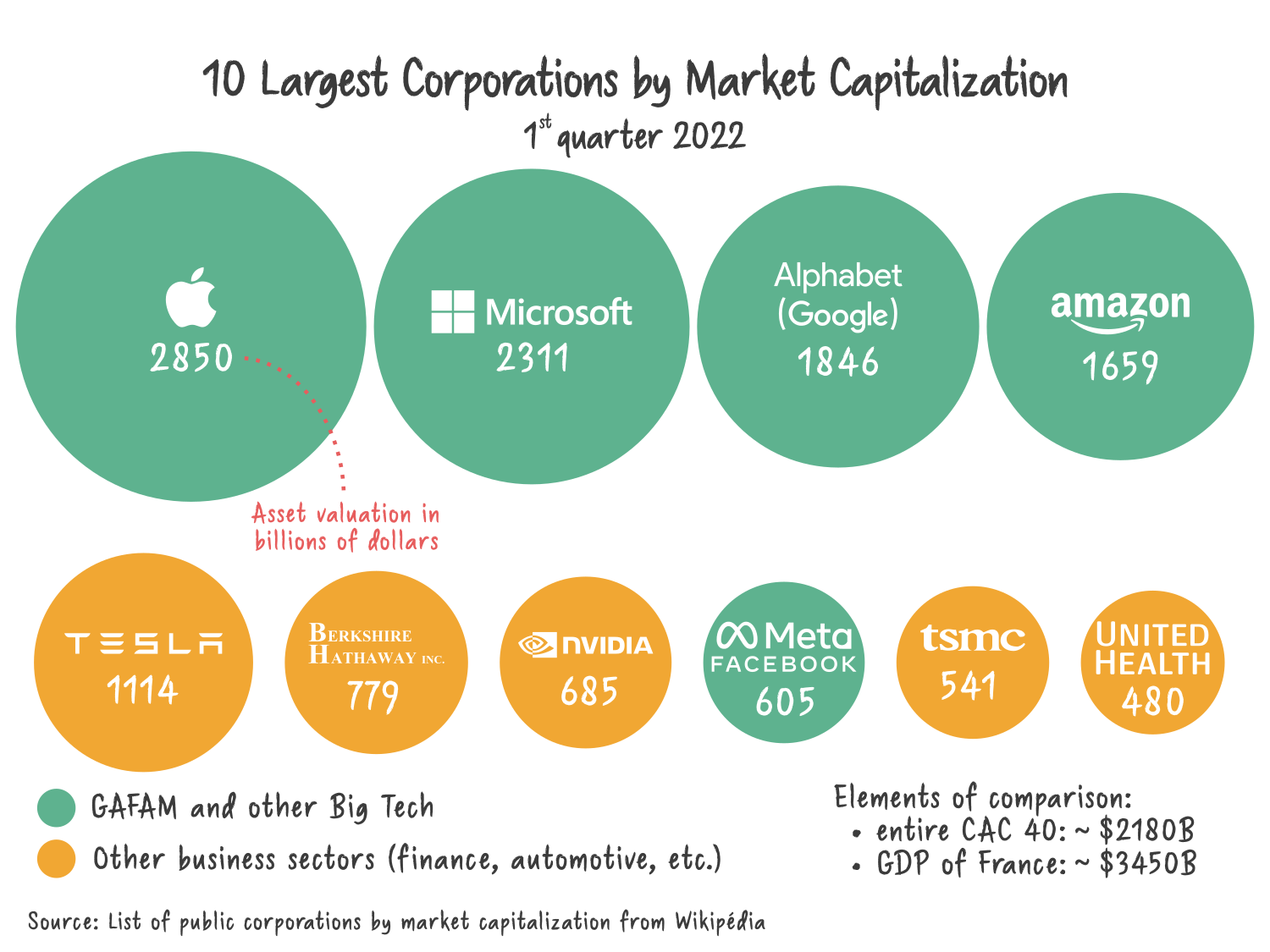
Korporacje posiadające największą wartość rynkową (aktualne na pierwszy kwartał 2022 roku). Na zielono zaznaczono firmy należące do grupy GAFAM.

### Alphabet (Google)
Alphabet jest spółką nadrzędną Google'a i jej segment reklamowy stanowi 82% corocznych przychodów na świecie. W styczniu 2020 roku osiągnęła próg 1 biliona dolarów kapitalizacji rynkowej. Jej sztandarowy produkt, wyszukiwarka Google, w 2024 roku była używana przez 95,7% polskich internautów, w porównaniu ze średnią wynoszącą 81,95% na całym świecie. Oprócz tego, Alphabet jest w posiadaniu m.in. serwisu do udostępniania filmów (YouTube), map online (Google Maps), usługi e-mailowej (Gmail), pakietu biurowego (Google Drive oraz narzędzia zależne, m.in. Google Docs). Alphabet w 2024 roku zadeklarował, że zarządza 111 usługami. Za pomocą umów z Mozillą czy Apple, na mocy których te dwie firmy musiały posiadać wyszukiwarkę Google jako domyślną w swoim oprogramowaniu, zachowuje monopol nad konkurencyjnymi wyszukiwarkami. Departament Sprawiedliwości Stanów Zjednoczonych nawiązał też do praktyki Microsoftu, która miała polegać na zachowaniu monopolu Internet Explorera nad pozostałymi przeglądarkami.

### Amazon
Amazon jest jednocześnie największym sklepem internetowym oraz jedną z największych firm oferujących usługi hostingowe (tuż obok Google Cloud Platform czy Microsoft Azure) na świecie. Amazon Web Services stanowił 59% całkowitych przychodów firmy w 2020 roku. Oprócz dostarczania usług hostingowych dla zewnętrznych podmiotów, AWS pomagał również wewnętrznie samemu Amazonowi w utrzymaniu jego systemu logistycznego, odpowiadającego za 2,5 miliarda paczek rocznie. Mając także w posiadaniu syntezator mowy Alexa, stworzony w oparciu o technologię stworzoną w Polsce (Ivona Software), oraz głośniki Echo, w 2017 roku posiadał 62% udziałów na światowym rynku asystentów głosowych, w porównaniu do 25% Google'a.
Po raz pierwszy Amazon przekroczył próg 1 biliona dolarów kapitalizacji rynkowej we wrześniu 2018 roku, żeby w kwietniu 2020 roku spaść poniżej tej liczby. Po raz kolejny próg ten został przekroczony dopiero w maju 2023 roku, zaś 2 biliony dolarów kapitalizacji Amazon osiągnął w czerwcu 2024 roku.

### Meta Platforms (dawniej Facebook)
Meta Platforms, do 2021 roku jako Facebook, zarządza Facebookiem (jako serwisem społecznościowym), komunikatorem Facebook Messenger, Instagramem oraz WhatsAppem. W 2014 roku weszła także na rynek wirtualnej rzeczywistości po wykupieniu firmy Oculus. Sam Facebook, jako serwis społecznościowy, odnotował w trzecim kwartale 2023 roku ponad 3 miliardy aktywnych użytkowników miesięcznie, zaś łączna liczba użytkowników wszystkich platform należących do spółki macierzystej wynosiła 3,96 miliarda. W tym samym okresie odnotowano przychód w wysokości 34,15 miliardów dolarów.
Wartość rynkowa firmy przekroczyła próg 1 biliona dolarów dwukrotnie (czerwiec 2021 i styczeń 2024), jednak ta na przestrzeni lat fluktuowała w zależności od powiązanych wydarzeń. Jednym z nich była afera Cambridge Analytica, której wybuch spowodował utratę przez Facebooka 134 miliardów dolarów kapitalizacji rynkowej w przeciągu zaledwie kilku dni, którą według Wall Street odzyskano 10 maja 2018 roku. Odnotowana w lutym 2022 roku utrata 232 miliardów dolarów wartości rynkowej w przeciągu zaledwie jednej doby została uznana za jedną z najszybszych, przebijając rekord Apple z września 2020 roku. W październiku 2022 roku, gdy firma już nosiła nazwę Meta Platforms, była ona warta zaledwie 270 miliardów dolarów. Do ponownego przekroczenia progu 1 biliona dolarów kapitalizacji Meta potrzebowała około 15 miesięcy.
W Polsce internauci w marcu 2023 roku najchętniej korzystali z Messengera, który zgodnie z badaniami Mediapanel odnotował wykorzystanie na poziomie około 21,7 miliona użytkowników, zaś WhatsApp, który też należał do Mety, był używany przez 15,2 miliona polskich internautów. Jedynymi konkurencyjnymi rozwiązaniami wykorzystywanymi na podobnym poziomie były te od Google'a (Hangouts, Chat i Meet), osiągając łącznie poziom prawie 17 milionów polskich użytkowników.

### Apple
Apple jest znany głównie ze swojej oferty urządzeń takich jak laptopy (MacBook Air oraz Pro), telefony (iPhone) czy zegarki (Apple Watch). W dziedzinie mobilnych systemów operacyjnych dzieli de facto duopol z firmą Google – w drugim kwartale 2024 roku 27,62% ze wszystkich smartfonów posiadały iOS, zaś Android Google'a był zainstalowany na 71,65% urządzeń. Apple było także pierwszą w historii firmą, która przekroczyła próg 1 biliona dolarów kapitalizacji rynkowej – stało się to w sierpniu 2018 roku. Progi dwóch oraz trzech bilionów dolarów kapitalizacji rynkowej Apple przekroczył kolejno w sierpniu 2020 roku i styczniu 2022 roku, jednak ten drugi nie został utrzymany do końca dnia giełdowego.
W styczniu 2023 roku korporacja zaliczyła zauważalny spadek wartości rynkowej, spadając poniżej 2 bilionów dolarów. Powodem były opóźnienia w dostarczaniu kolejnych partii iPhone'ów 14 Pro ze względu na restrykcje pandemiczne ówcześnie obowiązujące w Chinach. Straty zostały odrobione pod koniec czerwca 2023 roku, gdy Apple ponownie przekroczył próg 3 bilionów wartości rynkowej, tym razem utrzymując ją przez dłuższy czas.

### Microsoft
Microsoft utrzymuje dominację na rynku systemów operacyjnych dla komputerów – we wrześniu 2024 roku Windows zainstalowany był na ponad 73% komputerów, w przeciwieństwie do macOS utrzymującym się na poziomie 15,45% oraz Linuxa na poziomie 4,5%. Oprócz tego również popularny jest pakiet biurowy Microsoft 365, którego aktywną subskrypcję w 2021 roku posiadało ponad 50 milionów użytkowników, oraz program do wideokonferencji, Microsoft Teams, którego liczbę aktywnych użytkowników miesięcznie w lipcu 2021 roku oszacowano na ćwierć miliarda.
W kwietniu 2019 roku Microsoft osiągnął próg 1 biliona dolarów wartości rynkowej. W czerwcu 2021 roku osiągnięto próg 2 bilionów dolarów i jeszcze w październiku tego samego roku przekroczył wartość rynkową firmy Apple. W 2022 roku spadła ona do poziomu 1,78 biliona dolarów. W maju 2023 roku kapitalizacja rynkowa ponownie przekroczyła próg 2 bilionów dolarów, zaś w styczniu 2024 roku przekroczyła próg 3 bilionów dolarów.

## Krytyka

### Monopolistyczna pozycja Big Techów

#### Vendor lock-in
Vendor lock-in jest sytuacją, w której przejście na konkurencyjne oprogramowanie jest znacznie utrudnione lub nawet niemożliwe ze względu na zbyt wysokie koszta migracji i nie są zawsze nimi te finansowe. Jednym z przykładów może być niewypuszczanie programu na inne systemy operacyjne niż np. Microsoft Windows, tak jak w przypadku Płatnika. Odpowiedzią na to okazał się być nierozwijany już program pod nazwą Janosik, który podobnie jak Płatnik miał na celu ułatwienie elektronicznego złożenia deklaracji podatkowych, z tym że fundamentalną jego różnicą było to, że można było go uruchomić również na innych systemach, takich jak macOS, Linux czy FreeBSD.
Do wzmocnienia zjawiska vendor lock-inu może się także przyczyniać np. uczenie konkretnych programów komputerowych, a nie różnych, niezależnych od siebie programów z różnych dziedzin informatyki już na etapie szkolnictwa. Według fundacji Internet. Czas działać! takie zachowanie wpływa negatywnie na nawyki zakupowe uczniów, wymieniając przykłady realizacji podstawy programowej w polskim szkolnictwie wyłącznie w oparciu o oprogramowanie stworzone przez największe firmy technologiczne, np. Microsoft Windows jako system operacyjny czy Microsoft Office jako pakiet biurowy.
W 2004 roku Microsoft otrzymał pozew antymonopolowy, którego werdykt wymusił na firmie publiczne udokumentowanie Active Directory. Dzięki temu, twórcy programu Samba w wersji 4 dodali wsparcie dla dotychczas zamkniętego standardu, stanowiąc za jeden z przykładów walki ze zjawiskiem vendor lock-inu.
W 2015 roku na jaw wyszło, że Microsoft po powzięciu informacji o planach migracji na otwarte oprogramowanie w administracji publicznej Wielkiej Brytanii, przeprowadził kampanię skierowaną do członków rządu mającą na celu wymusić odwrócenie tej decyzji.

#### Prawo autorskie
9 maja 2019 roku parlament francuski uchwalił ustawę, która ma zmusić GAFAM do zapłaty za prawa pokrewne (czyli ponowne wykorzystanie znacznej ilości tekstu, zdjęć lub filmów) wydawcom i agencjom prasowym oryginalnych materiałów. Prawo ma na celu wdrożenie art. 15 dyrektywy o prawie autorskim na jednolitym rynku cyfrowym. Kilka lat później, bo we wrześniu 2024 roku na Facebooku wprowadzone zostały zmiany w linkowaniu do polskich portali tradycyjnych, usuwając ze skrótów linków zdjęcia. Zarządcy portalu twierdzą, że taka praktyka ma być tymczasowa i została ona wprowadzona jako odpowiedź na nowelizację polskiego prawa autorskiego. W czasie, gdy zorganizowany został protest pn. „Politycy, nie zabijajcie polskich mediów”, krytyce ze strony Wirtualnej Polski został poddany minister cyfryzacji Krzysztof Gawkowski.

#### Sztuczne ograniczanie możliwości urządzeń
W czerwcu 2020 roku Unia Europejska otworzyła dwa śledztwa przeciwko Apple. Pierwsze z nich dotyczyło wykorzystywania dominującej pozycji technologicznego giganta na rynku e-booków oraz streamingu muzyki, z kolei drugie dotyczyło sztucznego ograniczania dostępu banków do czytnika NFC, faworyzując tym samym usługę Apple Pay. Margrethe Vestager, komisarz ds. konkurencji, stwierdziła, że „grzywny nie są wystarczającym środkiem na powstrzymanie zachowań niedozwolonych prawnie” i nakazała zaprzestanie tych praktyk „tak szybko, jak to możliwe”.

#### Blokowanie konkurencji
W 2021 roku włoski sąd nałożył na Google'a karę pieniężną w wysokości 123 milionów dolarów z powodu niedopuszczania aplikacji konkurencyjnych dla Google Maps w Android Auto, a jedną z nich była stworzona we Włoszech aplikacja JuicePass, która pokazywała najbliższe stacje ładowania pojazdów elektrycznych. Według podanego przez technologicznego giganta powodu blokadę nałożono ze względu na brak zastosowania „oficjalnych szablonów” dostarczonych przez amerykańską firmę oraz „niestosowanie się do zasad bezpieczeństwa”.

### Wpływ na środowisko
W raporcie z 2022 roku przygotowanym przez organizacje takie jak Greenpeace oraz Stand.earth wskazano, że do 2030 roku zużycie energii powiązane z rozwojem sektora technologicznego wzrośnie o 60 procent. Co za tym idzie, wzrosną również emisje gazów cieplarnianych ze względu na to, że prąd generowany jest głównie z użyciem paliw kopalnych. Według organizacji Greenpeace, Apple, Google oraz Microsoft zadeklarowały, że przejdą w pełni na odnawialne źródła energii, co też zostało przez te firmy zrealizowane, jednak później w raporcie stwierdzono, że żadna z firm nie zrealizowała przynajmniej w roku opublikowania raportu planów całkowitego przejścia na odnawialną energię także na etapie produkcji. W 2022 roku największe firmy technologiczne odpowiadały za 4% globalnej emisji gazów cieplarnianych.
W 2023 roku tylko firmy takie jak Google oraz Microsoft zużyły 23 terawatogodziny prądu każda, przekraczając roczne zapotrzebowanie Islandii, Ghany, Dominikany, Tunezji (po 19 TWh) oraz Jordanii (20 TWh). Rozwój dużych modeli językowych takich jak Google Gemini czy GPT, na którym oparty jest ChatGPT czy Bing AI, spowoduje nagły wzrost zużycia energii w 2027 roku do między 85 TWh a 134 TWh rocznie.

### Cenzura rządowa
W Indiach na przełomie lat 2020 i 2021 wybuchły protesty po przeforsowaniu tzw. „ustaw farmerskich”. Facebook oraz Twitter zostały oskarżone o cenzurowanie profili utworzonych celem organizowania demonstracji. Zarządcy pierwszego z portalów poinformowali o przywróceniu jednego z profili w przeciągu trzech godzin po „rozpoznaniu kontekstu sytuacji”. Rok wcześniej tamże, na żądanie partii rządzącej przed wyborami w 2019 roku Facebook usunął 14 profili antyrządowych.
Kontrowersyjną praktyką jest też usuwanie kont na Facebooku należących do więźniów odsiadujących swój wyrok. Praktyka ta opisana jest głównie w oparciu o amerykański system penitencjarny. Zarządcy amerykańskich więzień wysyłali za pomocą specjalnego formularza prośby o usunięcie kont, które były później przez Facebooka realizowane często już z przyczyny samego przebywania w więzieniu. Takie blokady nie są odnotowywane w raportach przejrzystości serwisu.

## Podjęte akcje

### Rządy
Rząd Szlezwika-Holsztynu, jednego z niemieckich krajów związkowych zapowiedział, że około 30 tysięcy komputerów należących do tamtejszej administracji będą poddane migracji na system operacyjny Linux oraz pakiet biurowy LibreOffice, poczynając od kwietnia 2024 roku. Decyzja została podjęta w oparciu o argumentację, że „należy cenić cyfrową niezależność”. Proces migracji zgodnie z planem ma zakończyć się najpóźniej w 2026 roku.
Rząd Holandii w kwietniu 2024 ogłosił chęć zamknięcia kont na Facebooku ze względu na to, że spółka nadrzędna serwisu, Meta Platforms, nie wyrażała chęci do podania dokładnych informacji, jak przetwarzane są przez korporację dane osobowe administratorów kont rządowych na Facebooku. Ten sam rząd posiada swój oficjalny serwer Mastodona, działający w sieci Fediwersum.

#### W Polsce
Administracja gminy Stary Sącz posiada własną instancję PeerTube'a, która zastąpiła obecność przedstawicieli gminy w serwisie YouTube. Samorząd Warszawy z kolei wykorzystuje dysk chmurowy Nextcloud.

### Uchwalone legislacje
Unia Europejska zaakceptowała ustawy takie jak RODO, które weszło w życie 25 maja 2018 roku, zaś kilka lat później procedowano nad ustawami takimi jak Digital Markets Act czy Digital Services Act nakładającymi dodatkowe obowiązki na zarządcach serwisów oraz wyszukiwarek uznawanych za bardzo duże. Skutkiem już pierwszej z nich konkurencyjne przeglądarki (np. Aloha Browser, Vivaldi, Brave) czy wyszukiwarki (np. Ecosia) odnotowały nagły wzrost użytkowników. Digital Markets Act miał też na celu walkę z modelem „pay or consent” (ang. płać lub się zgódź [na śledzenie]), w którym użytkownik jest zmuszany do cyklicznej zapłaty pieniężnej lub w przypadku jej braku poddania się inwazyjnemu śledzeniu.
Z kolei ustawa o usługach cyfrowych (Digital Services Act) ma na celu wymuszenie na usługodawcach obsługujących przynajmniej 45 milionów użytkowników w krajach członkowskich UE umożliwienia np. chronologicznego wyświetlenia wszelkich publikacji na osiach czasu serwisów społecznościowych na m.in. Facebooku, Instagramie czy TikToku, zablokowania reklam personalizowanych dla osób poniżej 18 roku życia, współpracy ze służbami, a także udostępnienia danych niezależnym badaczom. W chwili uchwalenia ustawy w sierpniu 2023 roku wyznaczono 19 usług należących do wielkich firm technologicznych. Listę rozwinięto o dodatkowe trzy pozycje (Pornhub, XVideos oraz Stripchat) kilka miesięcy później.

### Organizacje non-profit
Za przykłady polskich organizacji posiadających swoje oficjalne konta w Fediwersum (niekomercyjnej sieci społecznościowej) mogą posłużyć Fundacja Panoptykon czy Sieć Obywatelska Watchdog Polska.